# Fuerte de Planoise

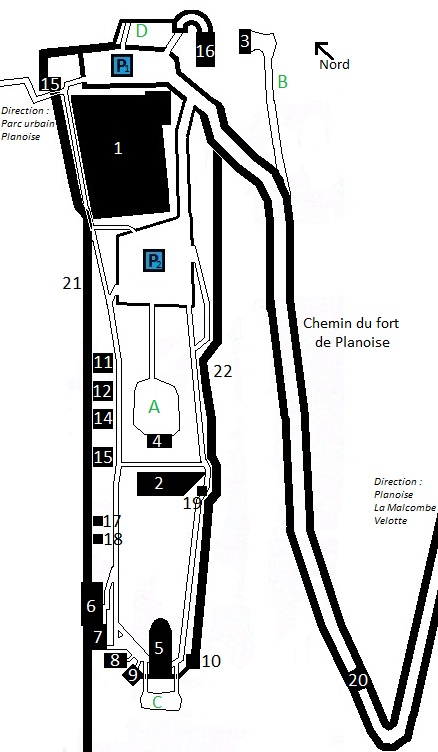
Plano del sitio de Planoise.

El fuerte de Planoise es una fortaleza del siglo XIX situada sobre la ciudad de Besanzón, en el departamento del Doubs en la región del Franco Condado, al nordeste de Francia. Se comenzó a edificar en 1877 y se completó en 1892, para defender la ciudad.· Este gran sitio defensivo se compone de varios edificios (refugio, edificio de mortero...). Desde 1980, Emaús se instala en el fuerte.

## Fotografías
Lo cifras corresponden al plano

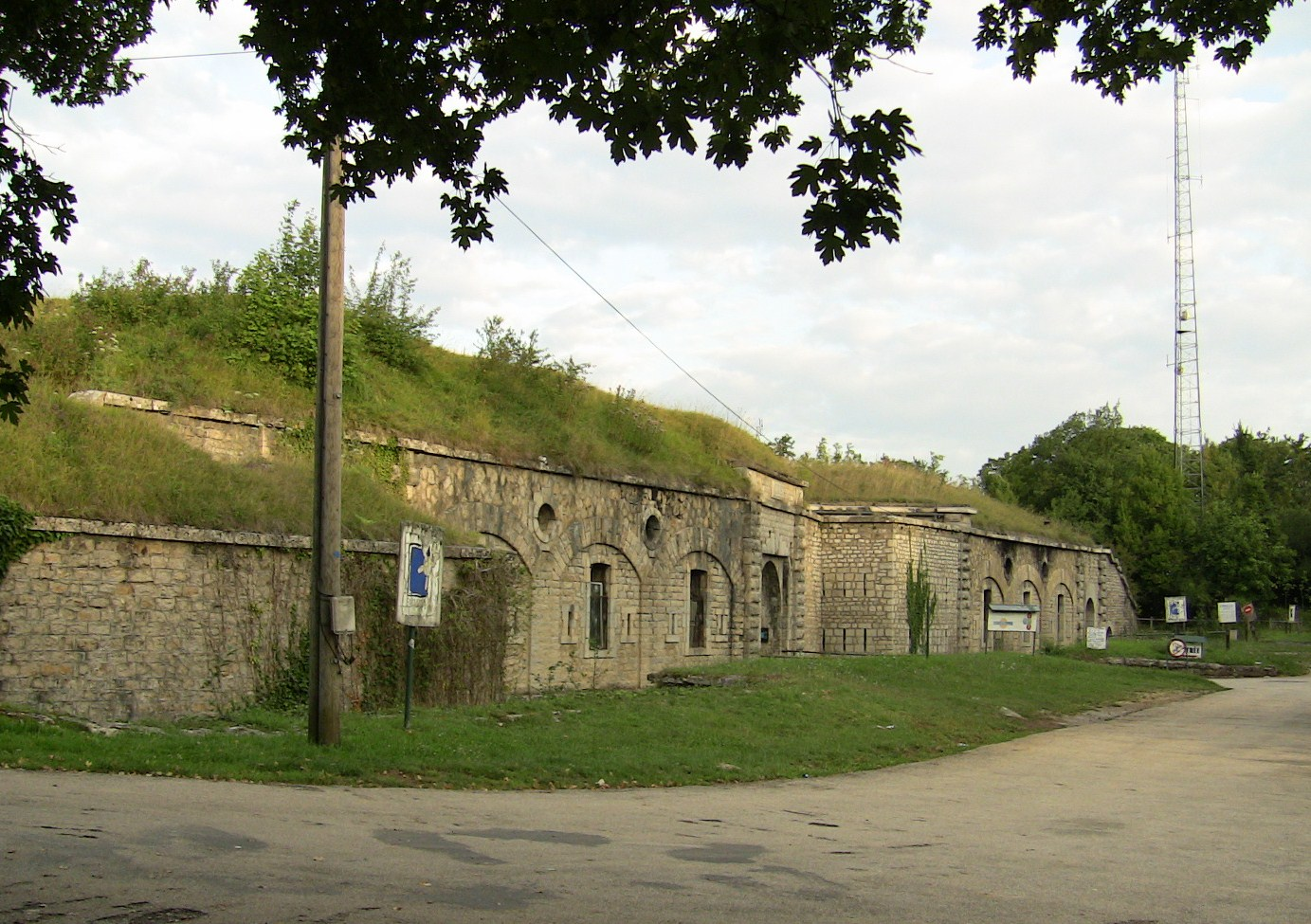
Fuerte principal de Planoise (1).
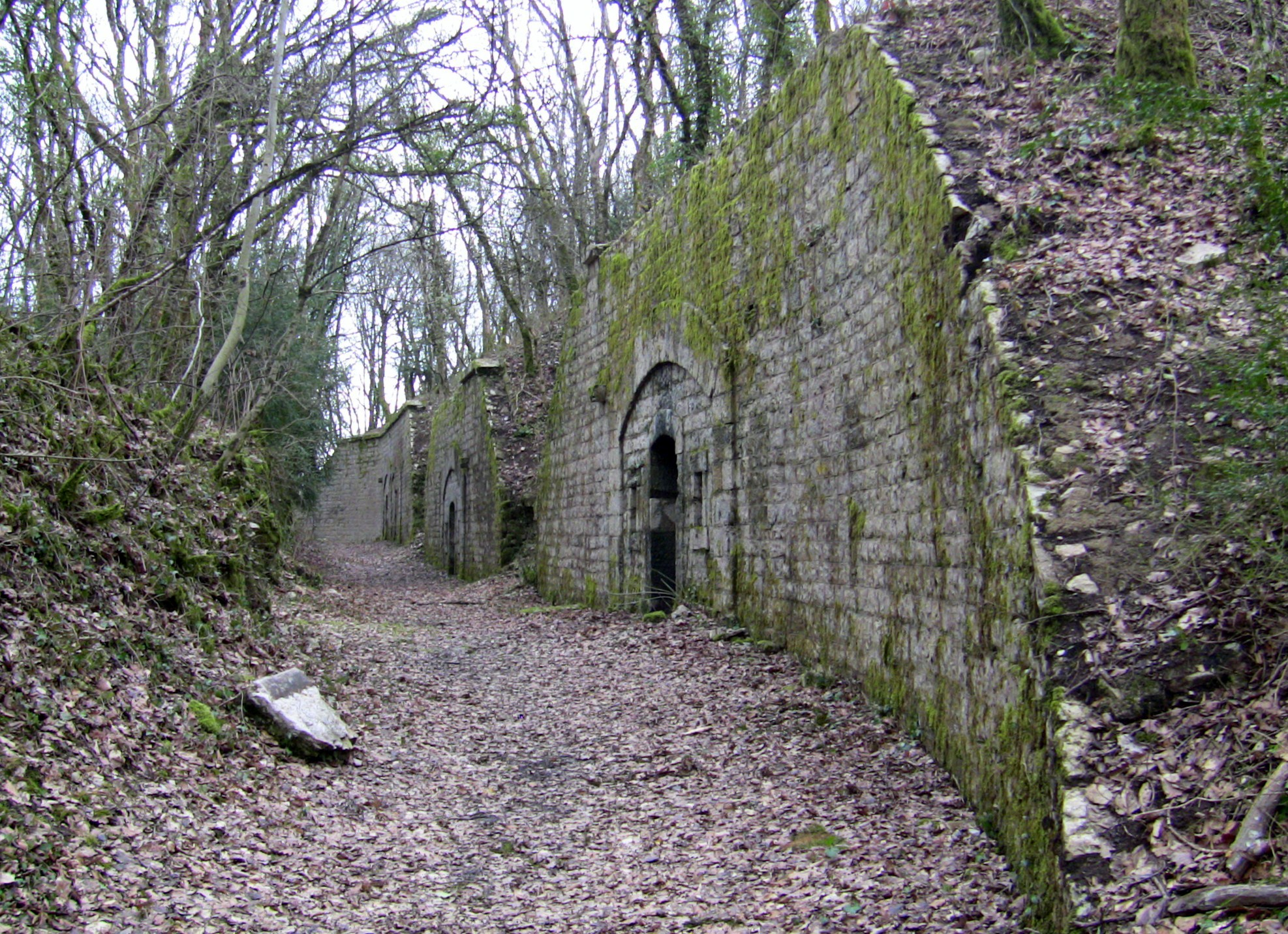
Edificio de mortero (2).
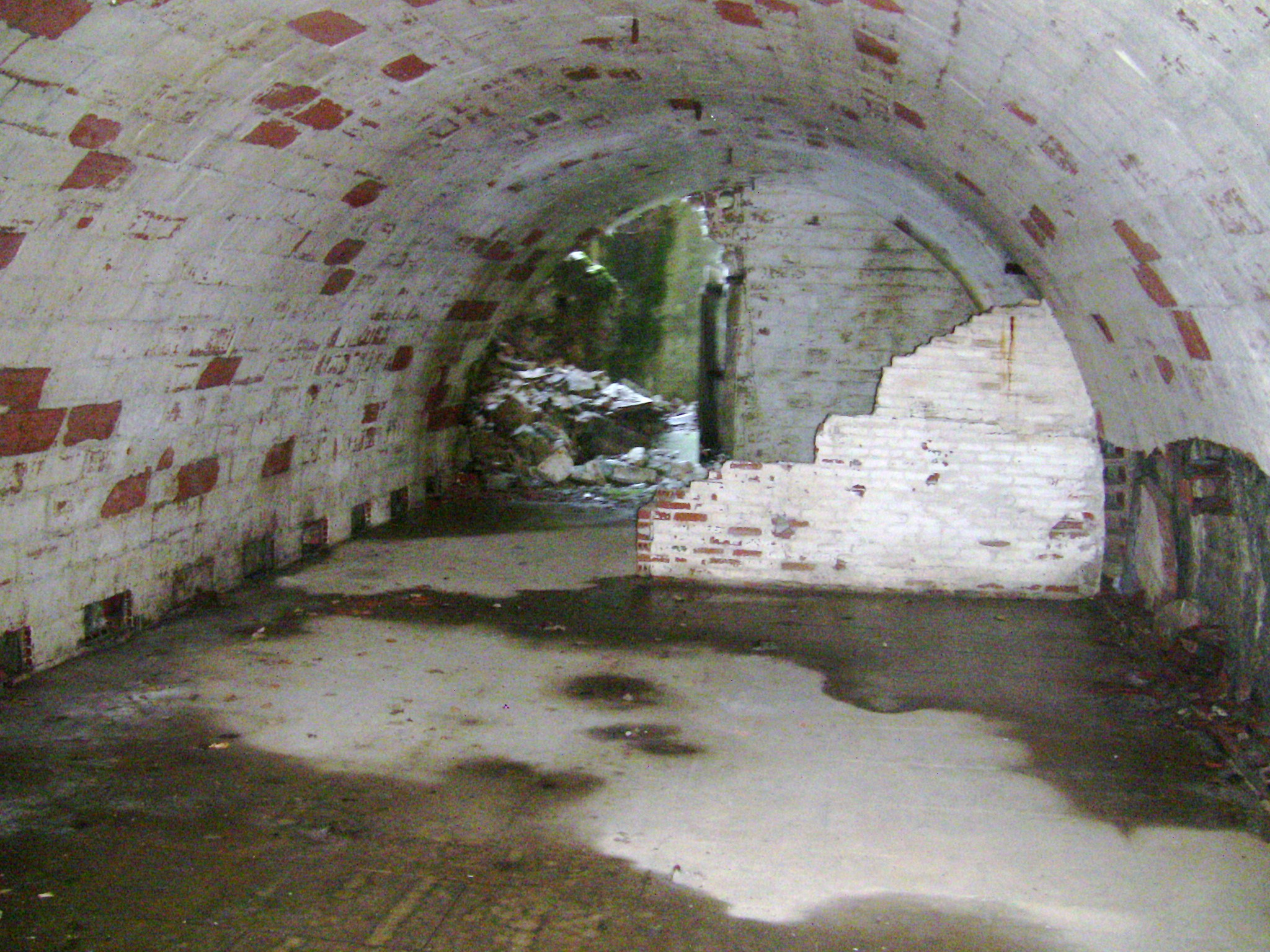
Refugio (4).
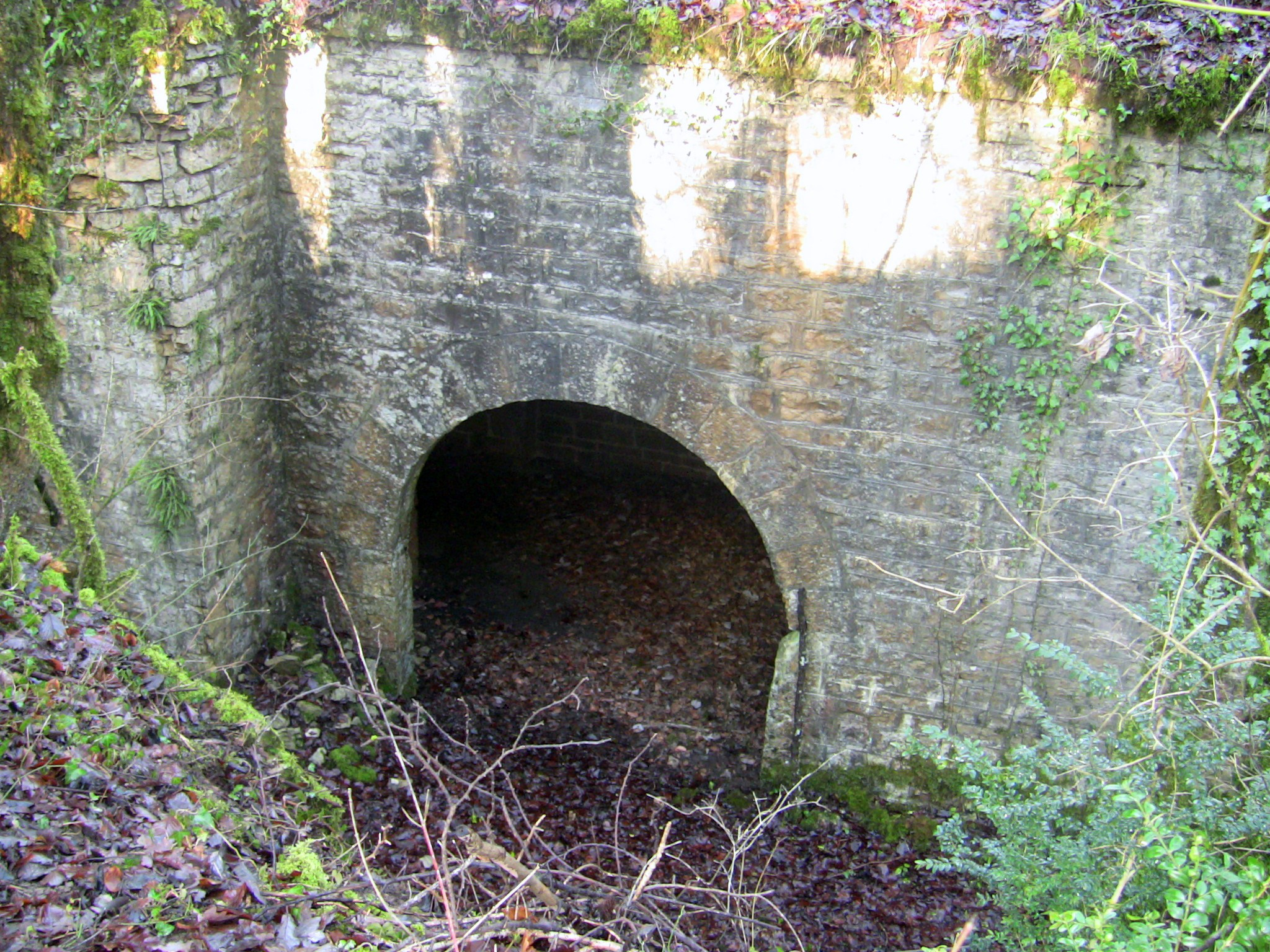
Cuartel (6).
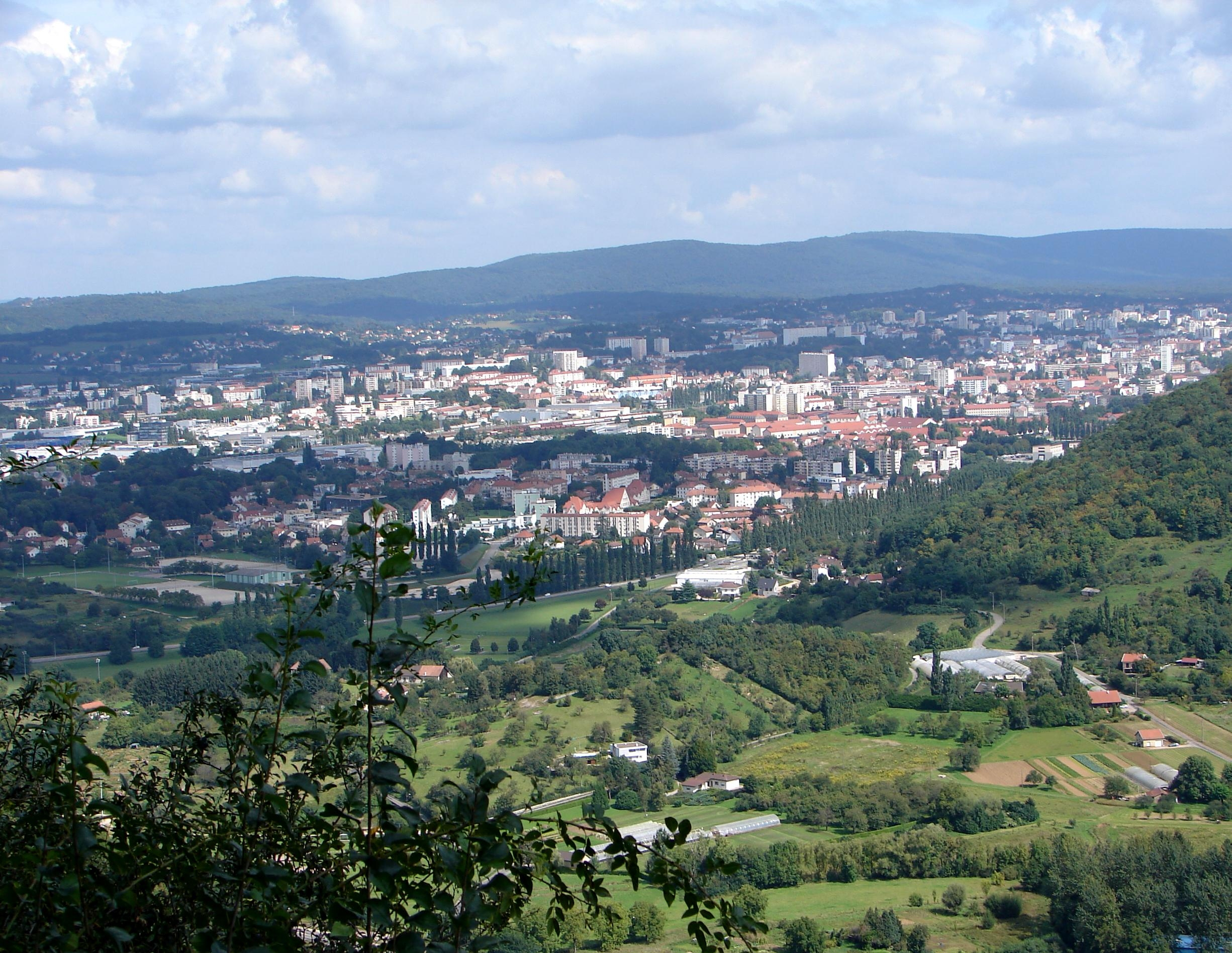
Panorama de Besanzón (D).